# 長倉訒
長倉 訒（ながくら しのぶ、天保11年（1840年） - 明治16年（1883年）2月14日）は幕末の飫肥藩士。明治時代初期の官吏。通称は徳助。明治以降は訒を名とする。父は長倉喜太郎。母は川崎軍蔵の娘。弟は小倉処平、長倉雄平。
西南戦争では西郷隆盛率いる西郷軍に呼応して、伊東直記や川崎新五郎とともに飫肥隊を組織する。戦後は農商務省御用掛を勤める。

## 生涯
父の長倉喜太郎は石高65石で家格馬廻（馬上以上）の飫肥藩士であり、喜太郎の妹で訒の叔母は平部嶠南の妻である。また嶠南が記した『日向纂記　巻七』の「山田次郎三郎和田助六ヲ縦ス事」において、長倉次郎右衛門尉の子孫を「長倉喜多郎佑栄」としている。
藩校振徳堂に学んで後に助教となり、慶応2年（1866年）に江戸で安井息軒の三計塾に入る。
慶応3年12月7日（1868年1月1日）に京都油小路の旅籠天満屋で紀州藩士と会合しているところ、前月に起きた坂本龍馬暗殺の黒幕を紀州藩と疑った陸奥宗光や海援隊士・陸援隊士らに襲撃され、警護の新選組士に保護される。いわゆる天満屋事件である。

### 明治維新から西南戦争まで
大学権大丞となった弟の小倉処平は海外留学を命じられて、明治4年（1871年）4月1日（1871年5月19日）にイギリスへ到着し、同4月4日（1871年5月24日）にロンドンから訒に手紙を送っている。廃藩置県後は飫肥県や宮崎県の官員を勤め、明治9年（1876年）に宮崎県と鹿児島県が統合後は鹿児島県中属として宮崎支庁の官員を勤める。
明治10年（1877年）2月6日に西南戦争が起きると、石川駿をして鹿児島県令大山綱良の手書を飫肥に送り、伊東直記や川崎新五郎に飫肥隊を組織させる。訒は大山綱良より山口県や兵庫県などの他県に西郷軍の宣伝文を届ける専使を命じられて、同年2月10日に鹿児島を出たが、同年2月14日に福岡県久留米で逮捕される。一方で同日に西郷軍の閲兵式が鹿児島で行われ、2月15日には鹿児島を出発していた。訒はその後、東京臨時裁判所に送られ、戦闘に参加することはなかった。

### 西南戦争終結後
西郷軍の敗北の末に西南戦争が終了すると、九州臨時裁判所において懲役7年の刑を命じられ、市谷監獄に収監される。西南紀伝によるとここでは囚人頭となっている。長倉の几帳面な態度に、囚人から不満が出て、私刑をしようとした時、囚徒へ先生に乱暴をするな説諭したのが、獄で絶大な権力を持つ終身刑の囚人の円次だった。円次は出獄後の長倉や他の運動により出所することができたとされるが、足は洗えずに博徒になり落合一家の初代となった。
明治13年（1880年）に特赦により出所し、農商務省御用掛となる。明治15年（1882年）に官命により東北地方巡視中に病となり、明治16年（1883年）2月14日に東京で死去する。享年54。